# 外包
外包（がいほう、英: External capsule）は、脳にある白質線維の1つである。外包はレンズ核の最も外側 (頭の側面側) の領域と前障の間を走っている。

## 参考画像

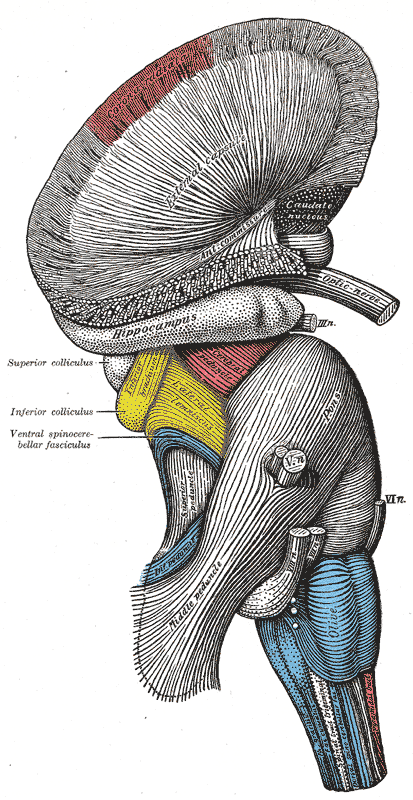
脳幹の表面を切開し、側面から見た図。
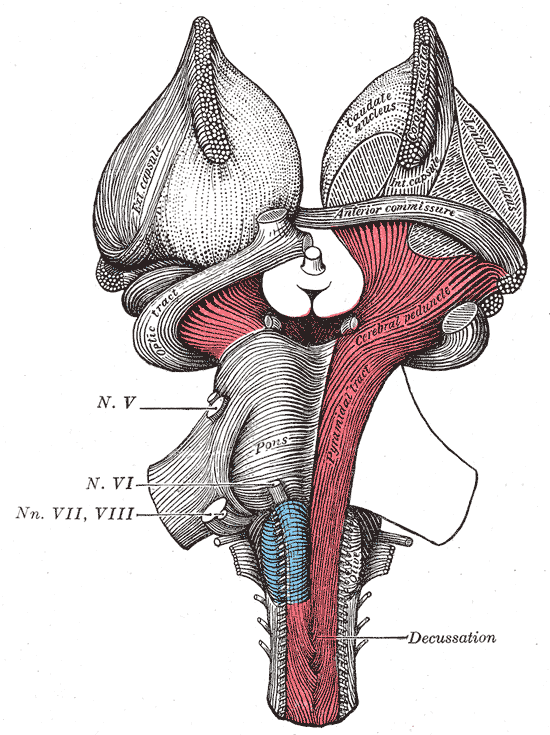
脳幹の表面を切開し、腹側から見た図。
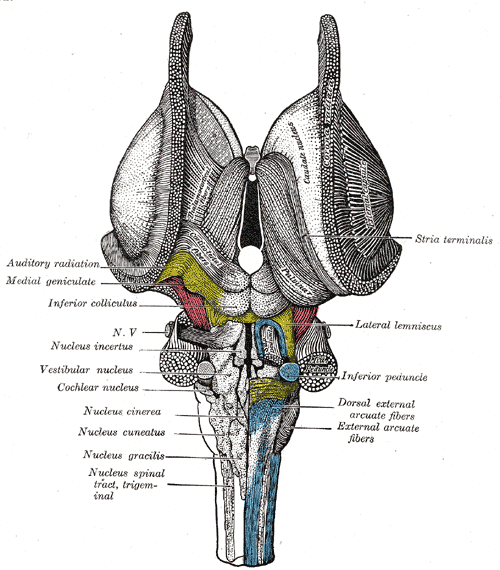
脳幹を切開し、背側から見た図。